# Jan Reichow
Jan Reichow (* 6. Dezember 1940 in Greifswald; † 2. Mai 2025 in Solingen) war ein deutscher Geiger und Musikredakteur. Schwerpunkte seiner Arbeit waren die Alte Musik sowie die Musikkulturen Asiens und Afrikas.

## Leben und Wirken
Jan Reichow wurde als Sohn des Kapellmeisters und Pianisten Artur Reichow und seiner Frau Gertrud, geb. Arnhölter, in Greifswald geboren. Nachdem die Familie zum Ende des Zweiten Weltkrieges in den westlichen Teil Deutschlands übergesiedelt war, wuchs er zunächst in Lohe bei Bad Oeynhausen und von 1949 bis zum Abitur 1960 am  Ratsgymnasium in Bielefeld auf.
Von 1960 bis 1970 studierte er in Berlin und Köln Violine, Schulmusik, Germanistik, Musikwissenschaft, Philosophie und Völkerkunde. Im Jahr 1971 promovierte er an der Universität zu Köln über das Thema „Die Entfaltung eines Melodiemodells im Genus Sikāh“.
Von 1965 an spielte Reichow als Geiger in kammermusikalischen Besetzungen mit dem Schwerpunkt der historisch orientierten Aufführungspraxis, wie dem Collegium Musicum des Westdeutschen Rundfunks (WDR), Collegium Aureum, La Petite Bande und Musica Antiqua Köln. So wirkte er an mehr als 70 LP- und CD-Einspielungen mit.
Nachdem er zuvor als Freier Mitarbeiter für den WDR Köln tätig gewesen war, war er von 1976 bis zu seiner Pensionierung 2005 hauptberuflicher Musikredakteur beim WDR und leitete dessen Abteilung Volksmusik. Für den Sender unternahm er zahlreiche Aufnahmereisen in den Orient, nach Asien und Afrika und organisierte Konzerte und Festivals mit außereuropäischer Musik. Dazu gehörten neben den WDR-Weltmusikfestivals auch regelmäßige Sendungen zur Weltmusik. Daneben war er als Herausgeber und Verfasser der Begleittexte von CDs tätig, wie den Aufnahmen des Abegg Trios, den Orgelwerken Max Regers mit Christoph Bossert, zur indischen Musik, zur afghanischen Musik und zur arabischen Musik. Die beiden Schwerpunkte seiner zahlreichen Veröffentlichungen liegen im Bereich der „Alten Musik“ Europas sowie den traditionellen und aktuellen Formen der Weltmusik. Nach seiner Pensionierung war er bei verschiedenen deutschen Rundfunksendeanstalten im Bereich Musik tätig und betrieb einen Blog, auf dem auch seine Texte und eine Auswahl seiner Sendebeiträge archiviert sind.
Reichow war Jurymitglied beim Preis der deutschen Schallplattenkritik für den Bereich 20: Traditionelle ethnische Musik.

## Auszeichnungen
- 1996: Bundesverdienstkreuz am Bande für seinen außergewöhnlichen Beitrag zu Völkerverständigung und Kulturaustausch
- 2005: Verleihung des deutschen Weltmusikpreises „Ehren-Ruth“[6]